# Mistrzostwa Czech w Skokach Narciarskich 2020
Mistrzostwa Czech w Skokach Narciarskich 2020 – zawody mające na celu wyłonić mistrza Czech, które rozegrane zostały 20 września na skoczni normalnej HS106 w kompleksie Areal Horečky w miejscowości Frenštát pod Radhoštěm.
Początkowo 16 września 2020 miał odbyć się konkurs na skoczni dużej w Libercu, jednak, ze względu na pandemię COVID-19, rywalizację w kompleksie Ještěd odwołano, a w to miejsce cztery dni później zdecydowano się zorganizować rywalizację na skoczni normalnej w kompleksie Areal Horečky w miejscowości Frenštát pod Radhoštěm. Mistrzami kraju zostali Čestmír Kožíšek i Klára Ulrichová.

## Wyniki

### Konkurs indywidualny mężczyzn (24.09.2020)
Opracowano na podstawie:
| M  | Zawodnik        | Skok 1  | Skok 2 | Wynik punktowy |
| -- | --------------- | ------- | ------ | -------------- |
| 1. | Čestmír Kožíšek | 106,0 m | 94,0 m | 247,0          |
| 2. | Viktor Polášek  | 103,0 m | 94,5 m | 244,0          |
| 3. | Filip Sakala    | 101,5 m | 94,5 m | 240,0          |
| 4. | Benedikt Holub  | 94,5 m  | 93,0 m | 218,5          |
| 5. | František Holík | 97,0 m  | 85,0 m | 209,5          |
| 6. | Damián Lasota   | 90,5 m  | 83,5 m | 192,0          |
| 7. | Camillo Hauke   | 78,0 m  | 68,0 m | 124,0          |

### Konkurs indywidualny kobiet (24.09.2020)
Opracowano na podstawie:
| M  | Zawodniczka         | Skok 1  | Skok 2 | Wynik punktowy |
| -- | ------------------- | ------- | ------ | -------------- |
| 1. | Klára Ulrichová     | 101,5 m | 98,5 m | 239,5          |
| 2. | Karolína Indráčková | 100,0 m | 90,0 m | 223,0          |
| 3. | Štěpánka Ptáčková   | 90,5 m  | 78,0 m | 175,5          |
| 4. | Zdena Pešatová      | 83,5 m  | 72,0 m | 142,5          |
| 5. | Tereza Koldovská    | 54,0 m  | 48,5 m | 26,0           |
| 6. | Jolana Hradilová    | 45,0 m  | 47,0 m | 3,0            |